# Treneri Valencije C.F.
Valencia CF je u svojoj povijesti ukupno imala 61 trenera. Prvi trener Valencie bio je Čeh Anton Fivber. On je u klubu radio u dva razdoblja od 1923. do 1927., te od 1929. do 1931.
Većina trenera Valencie bili su španjolskog porijekla. Znači od 61 trenera koji su vodili klub, njih 36 bili su Španjolci. Ostalih 25 trenera bili su stranci. U nekim slučajevima španjolski treneri su bili igrači kluba koji su istodobno igrali i vodili momčad. Točnije oni koji su preuzeli klub nakon otkaza prethodnom treneru npr. kao u primjerima Eduarda Cubellisa, Pasieguita ili Manola Mestre. 
Od stranih trenera, uglavnom dominiraju Argentinci (6 trenera), Srbi po (4) predstavnika, Englezi (4). Klub je također imao dva urugvajska trenera, dva brazilska, dva nizozemska i talijanska, a po jednog paragvajskog, portugalskog, francuskog i čehoslovačkog. Od španjolskih trenera, oni su najviše bili podrijetlom iz Valencie i iz Baskije.
| - 1923. – 1927.: Anton Fivber - 1927. – 1929.: James Herriot - 1929. – 1931.: Anton Fivber - 1931. – 1933.: Rodolfo Galloway - 1933. – 1934.: Jack Greenwell - 1934. – 1935.: Anton Fivber - 1935. – 1936.: Andrés Balsa - 1939. – 1942.: Ramón Encinas Dios - 1942. – 1943.: Leopoldo Costa "Rino" - 1943. – 1946.: Eduardo Cubells - 1946. – 1948.: Luis Casas Pasarín - 1948. – 1954.: Jacinto Quincoces - 1954. – 1956.: Carlos Iturraspe - 1956. – 1958.: Luis Miró - 1958. – 1959.: Jacinto Quincoces - 1959. – 1960.: Pedro Otto Bumbel - 1960. – 1962.: Domingo Balmanya - 1962. – 1963.: Alejandro Scopelli - 1963. – 1964.: Bernardino Pérez "Pasieguito" - 1964. – 1965.: "Mundo" - 1965. – 1966.: Sabino Barinaga - 1966. – 1968.: "Mundo" - 1968. – 1969.: José Iglesias "Joseíto" - 1969. – 1970.: Enrique Buqué – Salvador Artigas - 1970. – 1974.: Alfredo Di Stéfano - 1974. – 1975.: Milovan Ćirić - 1975. : Dragoljub Milošević - 1975. – 1976.: Manolo Mestre - 1976. – 1977.: Heriberto Herrera - 1977.: Manolo Mestre - 1977. – 1979.: Marcel Domingo - 1979.: Bernardino Pérez "Pasieguito" - 1979. – 1980.: Alfredo Di Stéfano - 1980. – 1982.: Bernardino Pérez "Pasieguito" - 1982.: Manolo Mestre - 1982. – 1983.: Miljan Miljanić - 1983.: Koldo Aguirre - 1983. – 1984.: Francisco García "Paquito" - 1984. – 1985.: Roberto Gil - 1985. – 1986.: Óscar Rubén Valdez - 1986. – 1988.: Alfredo Di Stéfano - 1988.: Roberto Gil | - 1988. – 1991.: Víctor Espárrago - 1991. – 1993.: Guus Hiddink - 1993.: Francisco Real - 1993. – 1994.: Héctor Núñez - 1994.: José Manuel Rielo - 1994.: Guus Hiddink - 1994. – 1995.: Carlos Alberto Parreira - 1995.: José Manuel Rielo - 1995. – 1997.: Luis Aragonés - 1997.: Jorge Valdano - 1997.: José Manuel Rielo - 1997. – 1999.: Claudio Ranieri - 1999. – 2001.: Héctor Cúper - 2001. – 2004.: Rafael Benítez - 2004. – 2005.: Claudio Ranieri - 2005.: Antonio López - 2005. – 2007.: Quique Sánchez Flores - 2007.: Óscar Fernandez - 2007. – 2008.: Ronald Koeman - 2008.: Salvador González "Voro" - 2008. – 2012.: Unai Emery - 2012.: Mauricio Pellegrino - 2012.: Salvador González "Voro" - 2012. – 2013. : Ernesto Valverde - 2013. : Miroslav Đukić - 2013. – 2014.: Juan Antonio Pizzi - 2014. – 2015.: Nuno Espírito Santo - 2015. – 2016.: Gary Neville - 2016.: Pako Ayestarán - 2016.: Salvador González "Voro" - 2016. – 2017.: Cesare Prandelli - 2017.: Salvador González "Voro" - 2017. – 2019.: Marcelino - 2019. – 2020.: Albert Celades - 2020.: Salvador González "Voro" - 2020. – 2021.: Javi Gracia - 2021.: Salvador González "Voro" - 2021. – 2022.: José Bordalás - 2022. – 2023.: Gennaro Gattuso - 2023.: Salvador González "Voro" - 2023. – 2024.: Rubén Baraja - 2024. – : Carlos Corberán |

| Valencia Club de Fútbol                                     | Valencia Club de Fútbol           |
| ----------------------------------------------------------- | --------------------------------- |
|                                                             |                                   |
| Igrači • Treneri • Statistika • Sezone • Trofeji • Povijest |                                   |
|                                                             |                                   |
| Ekipe                                                       | Valencia C.F. • Valencia Mestalla |
|                                                             |                                   |
| Stadioni                                                    | Estadio Mestalla • Nou Mestalla   |
|                                                             |                                   |
| Povezani članci                                             | Los Che                           |

| Valencia Club de Fútbol                                     | Valencia Club de Fútbol           |
| ----------------------------------------------------------- | --------------------------------- |
|                                                             |                                   |
| Igrači • Treneri • Statistika • Sezone • Trofeji • Povijest |                                   |
|                                                             |                                   |
| Ekipe                                                       | Valencia C.F. • Valencia Mestalla |
|                                                             |                                   |
| Stadioni                                                    | Estadio Mestalla • Nou Mestalla   |
|                                                             |                                   |
| Povezani članci                                             | Los Che                           |